# Hogyan szerezzünk barátokat és befolyásoljuk az embereket
A Hogyan szerezzünk barátokat és befolyásoljuk az embereket, illetve Sikerkalauz: hogyan szerezzünk barátokat, hogy bánjunk az emberekkel? Dale Carnegie egyik legismertebb könyve (angol: How to Win Friends and Influence People) magyar fordításai, amely eredetiben először 1937-ben jelent meg. A könyv rövidesen bestsellerré vált. Azért írta, hogy a hatásos beszéd és az emberi kapcsolatok fejlesztésének tankönyve legyen. Carnegie, élete hátralevő részében is tovább csiszolta, alakította művét. Később szinte minden ismertebb nyelvre lefordították. Több mint 30 millió példányt adtak el belőle világszerte, így minden idők egyik legkelendőbb könyve.

## Tartalma
Könyve tanításának lényege dióhéjban:

### Az emberekkel való bánásmód alapjai
- Ne bírálj másokat, ne ítélj, ne panaszkodj! Bármely bolond tud kritizálni, ítéletet mondani, vagy panaszkodni – és meg is teszi.
- Adj nyílt, őszinte elismerést! Ne fukarkodj a mások iránti dicsérettel! Az emberi természet lényege az elismerés iránti sóvárgás.
- Ébressz mohó tettvágyat a másik emberben! A mások befolyásolásának módja, ha arról beszélünk, amit ők akarnak, és rávilágítunk, hogyan érhetik azt el. Ha rá akarsz valakit bírni valamire, kérdezd meg először magadtól: Hogy csináljam, hogy ő is akarja?

### A népszerűség hat módja
- Őszintén érdeklődj mások iránt!
- Mosolyogj! A cselekedetek jobban beszélnek a szavaknál, és egy mosoly ezt mondja: Kedvellek. Boldoggá teszel. Örülök, hogy látlak.
- Szólítsd a nevén a másik embert! Mindenki számára a saját neve az anyanyelv legszebb és legfontosabb szava.
- Legyél jó hallgatóság! Sok embernek csak egy barátságos és rokonszenves hallgató kell, aki előtt kitárulkozhat. Mindenki, akivel beszélsz, százszor jobban érdeklődik önmaga, a saját vágyai és problémái iránt, mint a te személyed, vágyaid és problémáid iránt.
- Beszélj a másokat érdeklő dolgokról! Ne azzal kezdd, amiről te akarsz beszélni, hanem ami a másikat különösképp érdekli.
- Őszintén éreztesd a másikkal, hogy fontos számodra! Adj lehetőséget a másik embernek, hogy fontosnak érezze magát! Tegyük meg másoknak azt, amit tőlük szeretnénk kapni.

### 12 mód arra, hogy megnyerd az embereket saját elképzeléseidnek
- Ne vitatkozz! Miért bizonyítsuk rá valakire, hogy nincs igaza? Jobban szeret majd ettől téged? Hagyjuk, hadd mentse a tekintélyét. Vitát csak egy módon nyerhetsz, ha elkerülöd.
- Tiszteld mások véleményét! Soha senkinek ne mondd, hogy téved. Kevés ember gondolkodik logikusan. Legtöbben telve vagyunk jó és rossz előítéletekkel. Olykor minden ellenállás és indulat nélkül meg tudjuk változtatni a véleményünket; ha azonban azt mondják, hogy tévedünk, ezt visszautasítjuk és megkeményítjük a szívünket. Tedd szabállyá, hogy tartózkodj a mások ítéleteinek kritizálásától és saját nézeteid erőszakos érvényesítésétől.
- Ha tévedtél, ismerd el azonnal! Ha te engedsz, gyakran többet kapsz, mint amennyit vártál.
- Ha bárkit meg akarsz nyerni a saját ügyednek, győzd meg előbb arról, hogy őszinte barátja vagy! Egyetlen csepp mézzel több legyet lehet fogni, mint egy akó epével.
- Amikor valakivel beszélsz, soha ne azzal kezdd, amiben eltér a véleményetek! Kezdd azzal, hogy kiemeled azokat, amikben megegyeztek. Úgy vezesd a beszélgetést, hogy a másik már az elején azt mondhassa valamire: Igaz, úgy van! Akadályozd meg, ha lehet, hogy nem-et kelljen mondania. Az ügyes szónok már kezdetben egy csomó igen- választ kap.
- Ha nem egyezik a véleményünk, kísértést érezhetünk, hogy félbeszakítsuk. De ne tegyük, mert veszélyes. Bátorítsuk, hogy fejtse csak ki a saját véleményét. Mutassunk érdeklődést iránta és a gondjai iránt! Tedd lehetővé, hogy főleg a másik beszéljen.
- A bölcs, aki az emberek felett akar járni, alájuk helyezi magát, ha előttük akar járni, mögéjük helyezi magát. Engedd, hogy a másik érezze – az ötlet tőle származik. Senki nem szereti, ha megvétetnek, vagy megtétetnek vele bármit is. Jobban szeretjük azt érezni, hogy saját jó-szántunkból vásárolunk, vagy saját elhatározásunkból cselekszünk. Szeretjük, ha megkérdeznek minket óhajaink, kívánságaink, gondolataink felől.
- Akkor tudsz az emberekkel ügyesen bánni, ha rokonszenvvel kezeled mások szempontjait. Törekedj a másik szemszögéből látni a dolgokat!
- Az emberek háromnegyed része éhezi és szomjúhozza az együttérzést. Adj nekik, és szeretni fognak!
- Nem elég állítanunk valamit, élénkké, érdekessé, szemléletessé kell tennünk. Ezt teszi a tv is. A tv-reklámok százával szolgáltatják a szemléltetés technikájának példáit. Neked is így kell tenned. Beszélj képszerűen – mozgósítsd a hallgató vizuális fantáziáját! Az emberi agy képekben gondolkozik.
- Építs a nemesebb érzelmekre! Tételezz jót és jó szándékot a másikról! Az emberek általában becsületesek és szeretnek eleget tenni kötelezettségeiknek. Még az olyan ember is, aki hajlamos a másik becsapására, a legtöbb esetben kedvezően reagál, ha éreztetik vele, hogy becsületesnek és tisztességesnek tartjuk.
- Állítsd a másikat kihívás, verseny elé!

### Kilenc mód az emberek megváltoztatására, sértődés vagy harag nélkül
- Kezdj dicsérettel és őszinte elismeréssel!
- Csodákat tehet, ha a hibákra, tévedésekre nem direkt módon hívjuk fel az az emberek figyelmét, akik érzékenyen reagálnak minden közvetlen bírálatra. Közvetve hívd fel a figyelmet mások hibáira!
- Először a saját hibáidról beszélj, mielőtt a másikat bírálnád!
- Senki sem szereti, ha parancsolnak neki! Tégy fel kérdéseket a közvetlen utasítások helyett!
- Nem tehetek olyat, amellyel tönkreteszem valaki önbecsülését! Nem az számít, hogy én mit gondolok felőle, hanem hogy ő mit gondol saját magáról. Az önbecsülés megtépázása nagy vétek. Hagyd, hogy a másik megmentse a látszatot!
- Dicsérj meg minden fejlődést, még a legkisebbeket is! Ne fukarkodj a dicsérettel! Segítsd a mások sikerét! Ismerd el a képességeiket!
- Előlegezd meg a bizalmat!
- Bátoríts másokat! Könnyen kijavíthatónak tüntesd fel a hibát!
- Bánj úgy az emberekkel, hogy boldogan tegyék, amit kívánsz! Törődj azzal, hogy a másiknak milyen előnye származik abból, amire kérni fogod. Legyen empátiád! Kérdezd meg magadtól, mit is akar a másik valójában?

## Magyarul megjelent művek
- Érvényesülés. Amerikai karrier-iskola; ford. Varga István; Bárd Ferenc és Fia, Bp., 1941
  - (Sikerkalauz. Hogyan szerezzünk barátokat, hogy bánjunk az emberekkel? címen is)
- Hogyan szerezzünk barátokat és befolyásoljuk az embereket; ford. Varga István; röv. kiad.; BME, Bp., 1988 (Barométer kiskönyvtár)
- Hogyan szerezzünk barátokat és befolyásoljuk az embereket. Kimaradt fejezetek; ford. Varga István; BME, Bp., 1988 (Barométer kiskönyvtár)
- Sikerkalauz. Hogyan szerezzünk barátokat, hogy bánjunk az emberekkel?; ford. Varga István; 3. átdolg. kiad.; Minerva, Bp., 1989
  - (Érvényesülés. Amerikai karrieriskola címen is)
- Hogyan szerezzünk barátokat és befolyásoljuk az embereket; ford. Varga István; 4. átdolg. kiad.; Bagolyvár, Bp., 2008 (Sikerkalauz)